# Neuseeländische Cricket-Nationalmannschaft in England in der Saison 1978
Die Tour der neuseeländischen Cricket-Nationalmannschaft nach England in der Saison 1978 fand vom 15. Juli bis zum 28. August 1978 statt. Die internationale Cricket-Tour war Bestandteil der Internationalen Cricket-Saison 1978 und umfasste drei Tests und zwei ODIs. England gewann die Test-Serie 3–0 und die ODI-Serie 2–0.

## Vorgeschichte
England spielte zuvor eine Tour gegen Pakistan, für Neuseeland war es die erste Tour der Saison.
Das letzte Aufeinandertreffen der beiden Mannschaften bei einer Tour fand in der Saison 1977/78 in Neuseeland statt.

## Stadien
Die folgenden Stadien wurden für die Tour als Austragungsort vorgesehen.
| Stadion                     | Stadt       | Kapazität | Spiele  |
| --------------------------- | ----------- | --------- | ------- |
| The Oval                    | London      | 23.500    | 1. Test |
| Lord’s Cricket Ground       | London      | 30.000    | 3. Test |
| Old Trafford Cricket Ground | Manchester  | 19.000    | 2. ODI  |
| Trent Bridge                | Nottingham  | 15.350    | 2. Test |
| North Marine Road Ground    | Scarborough | 11.500    | 1. ODI  |

## Kaderlisten
Die beiden Mannschaften benannten die folgenden Kader.
| Test | Test | ODI | ODI |
| England | Neuseeland | England | Neuseeland |
| --- | --- | --- | --- |
| - Mike Brearley (c) - Ian Botham - Geoff Boycott - Phil Edmonds - John Emburey - Graham Gooch - David Gower - Mike Hendrick - Geoff Miller - Chris Old - Clive Radley - Graham Roope - Bob Taylor (wk) - Bob Willis | - Mark Burgess (c) - Robert Anderson - Stephen Boock - Brendon Bracewell - Lance Cairns - Richard Collinge - Bevan Congdon - Bruce Edgar - Jock Edwards (wk) - Richard Hadlee - Geoff Howarth - John Parker - John Wright | - Mike Brearley (c) - Ian Botham - Phil Edmonds - Graham Gooch - David Gower - Mike Hendrick - John Lever - Geoff Miller - Clive Radley - Derek Randall - Graham Roope - Bob Taylor (wk) - Bob Williss | - Mark Burgess (c) - Robert Anderson - Stephen Boock - Brendon Bracewell - Lance Cairns - Richard Collinge - Bevan Congdon - Bruce Edgar - Jock Edwards (wk) - Richard Hadlee - Geoff Howarth - John Parker - John Wright |

## Tour Matches
Neuseeland bestritt 17 Tour Matches während der Tour, unter anderem gegen Schottland und die Niederlande.

## One-Day Internationals

### Erstes ODI in Scarborough
| 15. Juli Scorecard | Scarborough | England 206-8 (55/55)       | – | Neuseeland 187-8 (55/55) |
|                    |             | England gewinnt mit 19 Runs |   |                          |

Neuseeland gewann den Münzwurf und entschied sich als Feldmannschaft zu beginnen.

### Zweites ODI in Manchester
| 17. Juli Scorecard | Manchester | England 278-5 (55/55)        | – | Neuseeland 152 (41.2/55) |
|                    |            | England gewinnt mit 126 Runs |   |                          |

England gewann den Münzwurf und entschied sich als Schlagmannschaft zu beginnen.

## Tests

### Erster Test in London
| 22. – 26. Juni Scorecard | London (Oval) | Neuseeland 234 (104.2) & 182 (105.1) | – | England 279 (134.5) & 138-3 (52.3) |
|                          |               | England gewinnt mit 7 Wickets        |   |                                    |

Neuseeland gewann den Münzwurf und entschied sich als Schlagmannschaft zu beginnen.

### Zweiter Test in Nottingham
| 10. – 14. August Scorecard | Nottingham | England 429 (180.5)                            | – | Neuseeland 120 (69.4) & 190 (92.1) (f/o) |
|                            |            | England gewinnt mit einem Innings und 119 Runs |   |                                          |

England gewann den Münzwurf und entschied sich als Schlagmannschaft zu beginnen.

### Dritter Test in London
| 24. – 28. August Scorecard | London (Lord’s) | Neuseeland 339 (143.1) & 67 (37.1) | – | England 289 (112.3) & 118-3 (30.5) |
|                            |                 | England gewinnt mit 7 Wickets      |   |                                    |

Neuseeland gewann den Münzwurf und entschied sich als Schlagmannschaft zu beginnen.